# THE IDOLM@STER SHINY COLORS ECHOES
『THE IDOLM@STER SHINY COLORS ECHOES』（アイドルマスター シャイニーカラーズ エコーズ）は、2024年6月12日からリリースされているキャラクターソングCDシリーズ。

## 概要
「アイドルマスター シャイニーカラーズ」のキャラクターソングCDシリーズ第9弾。発売元はランティス。
2024年5月9日、全体曲「Migratory Echoes」を収録した09の発売と、01～08の各CDへの同曲のアレンジVer.収録が追加発表された。

## 01
2025年1月22日発売。当初は2024年5月8日発売予定だったが、制作上の都合により延期された。イルミネーションスターズの8thシングル。
収録曲
歌：イルミネーションスターズ
1. STARRY PLACE
作詞：渡邊亜希子、作曲：YUU for YOU、Ryosuke Matsuzaki、編曲：YUU for YOU
2. 晴れのちバルーン
作詞：渡邊亜希子、作曲・編曲：三好啓太
3. Migratory Echoes（イルミネーションスターズVer.）
作詞：松井洋平・渡邊亜希子、作曲：ヤナガワタカオ、編曲：三好啓太
4. スペシャルオーディオドラマ「輝け！ワーキング・ガール」
5. STARRY PLACE（Off Vocal）
6. 晴れのちバルーン（Off Vocal）
7. Migratory Echoes（イルミネーションスターズVer.）（Off Vocal）

## 02
2024年6月12日発売。アンティーカの7thシングル。
収録曲
歌：アンティーカ
1. 文明開花輪舞 -シティ・ハレルヤ-
作詞：真崎エリカ、作曲・編曲：藤井健太郎 (HANO)
2. 秋の終わり、僕の記憶
作詞：真崎エリカ、作曲：ArmySlick・Giz'mo（from Jam9）、編曲：ArmySlick
3. Migratory Echoes（アンティーカVer.）
作詞：松井洋平・真崎エリカ、作曲：ヤナガワタカオ、編曲：原田篤 (Arte Refact)
4. スペシャルオーディオドラマ「遠く、響いて」
5. 文明開化輪舞 -シティ・ハレルヤ-（Off Vocal）
6. 秋の終わり、僕の記憶（Off Vocal）
7. Migratory Echoes（アンティーカVer.）（Off Vocal）

## 03
2024年7月10日発売。放課後クライマックスガールズの8thシングル。
収録曲
歌：放課後クライマックスガールズ
1. 放課後マギア
作詞：古屋真、作曲・編曲：金山秀士（Dream Monster）
2. パーティーマジックデザイナー
作詞：古屋真、作曲・編曲：牧野太洋
3. Migratory Echoes（放課後クライマックスガールズVer.）
作詞：松井洋平・古屋真、作曲：ヤナガワタカオ、編曲：YUU for YOU
4. スペシャルオーディオドラマ「初夏のトワイライト」
5. 放課後マギア（Off Vocal）
6. パーティーマジックデザイナー（Off Vocal）
7. Migratory Echoes（放課後クライマックスガールズVer.）（Off Vocal）

## 04
2024年8月7日発売。アルストロメリアの8thシングル。
収録曲
歌：アルストロメリア
1. アスタラブビスタ
作詞：鈴木静那、作曲・編曲：OzaShin
2. DAYDREAM LOVE
作詞：鈴木静那、作曲・編曲：篠崎あやと、橘亮佑
3. Migratory Echoes（アルストロメリアVer.）
作詞：松井洋平・鈴木静那、作曲：ヤナガワタカオ、編曲：森本貴大
4. スペシャルオーディオドラマ「つくってつながって」
5. アスタラブビスタ（Off Vocal）
6. DAYDREAM LOVE（Off Vocal）
7. Migratory Echoes（アルストロメリアVer.）（Off Vocal）

## 05
2024年9月11日発売。ストレイライトの6thシングル。
収録曲
歌：ストレイライト
1. Cyber Parkour
作詞：下地悠、作曲・編曲：GAK-amazuti-
2. LIVE LIVE LIVE!
作詞：下地悠、作曲・編曲：GAK-amazuti-
3. Migratory Echoes（ストレイライトVer.）
作詞：松井洋平・下地悠、作曲：ヤナガワタカオ、編曲：大西克巳 (Blue Bird's Nest)
4. スペシャルオーディオドラマ「優しさの響き」
5. Cyber Parkour（Off Vocal）
6. LIVE LIVE LIVE!（Off Vocal）
7. Migratory Echoes（ストレイライトVer.）（Off Vocal）

## 06
2024年10月9日発売。ノクチルの6thシングル。
収録曲
歌：ノクチル
1. いつかのキミへ
作詞：秋浦智裕、作曲・編曲：原田篤（Arte Refact）
2. 365日のストーリー
作詞：秋浦智裕、作曲・編曲：湯原聡史（KEYTONE）
3. Migratory Echoes（ノクチルVer.）
作詞：松井洋平・秋浦智裕、作曲：ヤナガワタカオ、編曲：脇眞冨（Arte Refact）
4. スペシャルオーディオドラマ「にゃクチル」
5. いつかのキミへ（Off Vocal）
6. 365日のストーリー（Off Vocal）
7. Migratory Echoes（ノクチルVer.）（Off Vocal）

## 07
2024年11月13日発売。シーズの7thシングル。
収録曲
歌：シーズ
1. Monochromatic
作詞：Co-sho、作曲：小久保祐希・Eunsol（1008）・YHEL、編曲：Eunsol（1008）
2. Snowflake
作詞：Co-sho、作曲：小久保祐希・石黑剛・YHEL、編曲：石黑剛
3. Migratory Echoes（シーズVer.）
作詞：松井洋平・Co-sho、作曲：ヤナガワタカオ、編曲：Eunsol（1008）
4. スペシャルオーディオドラマ「warmth」
5. Monochromatic（Off Vocal）
6. Snowflake（Off Vocal）
7. Migratory Echoes（シーズVer.）（Off Vocal）

## 08
2024年12月11日発売。コメティックの5thシングル。
収録曲
歌：コメティック
1. 泥濘鳴鳴
作詞：出口遼、作曲：ArmySlick・常楽寺澪、編曲：篠崎あやと・橘亮佑・ArmySlick
2. Clean.Clean up
作詞：園田健太郎、作曲・編曲：清田直人
3. Migratory Echoes（コメティックVer.）
作詞：松井洋平・Soflan Daichi、作曲：ヤナガワタカオ、編曲：涼木シンジ（KEYTONE）
4. スペシャルオーディオドラマ「眠たい話をしてる。」
5. 泥濘鳴鳴（Off Vocal）
6. Clean.Clean up（Off Vocal）
7. Migratory Echoes（コメティックVer.）（Off Vocal）

## 09
2025年1月22日発売。「Migratory Echoes」の全体版と各ユニットVer.を収録。
収録曲
1. Migratory Echoes
歌：シャイニーカラーズ
作詞：松井洋平、作曲：ヤナガワタカオ、編曲：APAZZI
2. Migratory Echoes（イルミネーションスターズVer.）
歌：イルミネーションスターズ
3. Migratory Echoes（アンティーカVer.）
歌：アンティーカ
4. Migratory Echoes（放課後クライマックスガールズVer.）
歌：放課後クライマックスガールズ
5. Migratory Echoes（アルストロメリアVer.）
歌：アルストロメリア
6. Migratory Echoes（ストレイライトVer.）
歌：ストレイライト
7. Migratory Echoes（ノクチルVer.）
歌：ノクチル
8. Migratory Echoes（シーズVer.）
歌：シーズ
9. Migratory Echoes（コメティックVer.）
歌：コメティック
10. Migratory Echoes（Off Vocal）

## ソロ・リミックス盤
シリーズに収録された曲のソロ・リミックスを収録したCD。ライブでの物販か通信販売のみで、店頭販売はされない。
THE IDOLM@STER SHINY COLORS SOLO COLLECTION -7th UNITLIVE TOUR 円環 -Halo around-
2025年6-9月開催のライブ限定販売、Part.1～3があり、各CD2枚組。
part1には「STARRY PLACE」「文明開花輪舞 -シティ・ハレルヤ-」「放課後マギア」「アスタラブビスタ」「Cyber Parkour」「いつかのキミへ」「Monochromatic」「泥濘鳴鳴」のソロ・リミックス、part2には「晴れのちバルーン」「秋の終わり、僕の記憶」「パーティーマジックデザイナー」「DAYDREAM LOVE」「LIVE LIVE LIVE!」「365日のストーリー」「Snowflake」「Clean.Clean up」のソロ・リミックス、part3には「Migratory Echoes」の各ユニットver.のソロ・リミックスを収録。

### ユニットメンバー
1. 1 2 3 4  櫻木真乃（関根瞳）、風野灯織（近藤玲奈）、八宮めぐる（峯田茉優）
2. 1 2 3 4  月岡恋鐘（礒部花凜）、田中摩美々（菅沼千紗）、白瀬咲耶（八巻アンナ）、三峰結華（希水しお）、幽谷霧子（結名美月）
3. 1 2 3 4  小宮果穂（河野ひより）、園田智代子（白石晴香）、西城樹里（永井真里子）、杜野凛世（丸岡和佳奈）、有栖川夏葉（涼本あきほ）
4. 1 2 3 4  大崎甘奈（黒木ほの香）、大崎甜花（前川涼子）、桑山千雪（芝崎典子）
5. 1 2 3 4  芹沢あさひ（田中有紀）、黛冬優子（幸村恵理）、和泉愛依（北原沙弥香）
6. 1 2 3 4  浅倉透（和久井優）、樋口円香（土屋李央）、福丸小糸（田嶌紗蘭）、市川雛菜（岡咲美保）
7. 1 2 3 4  七草にちか（紫月杏朱彩）、緋田美琴（山根綺）
8. 1 2 3 4  斑鳩ルカ（川口莉奈）、鈴木羽那（三川華月）、郁田はるき（小澤麗那）
9. 1 2 3  櫻木真乃（関根瞳）、風野灯織（近藤玲奈）、八宮めぐる（峯田茉優）、月岡恋鐘（礒部花凜）、田中摩美々（菅沼千紗）、白瀬咲耶（八巻アンナ）、三峰結華（希水しお）、幽谷霧子（結名美月）、小宮果穂（河野ひより）、園田智代子（白石晴香）、西城樹里（永井真里子）、杜野凛世（丸岡和佳奈）、有栖川夏葉（涼本あきほ）、大崎甘奈（黒木ほの香）、大崎甜花（前川涼子）、桑山千雪（芝崎典子）、芹沢あさひ（田中有紀）、黛冬優子（幸村恵理）、和泉愛依（北原沙弥香）、浅倉透（和久井優）、樋口円香（土屋李央）、福丸小糸（田嶌紗蘭）、市川雛菜（岡咲美保）、七草にちか（紫月杏朱彩）、緋田美琴（山根綺）、斑鳩ルカ（川口莉奈）、鈴木羽那（三川華月）、郁田はるき（小澤麗那）